# جوئل سوزا
جوئل سوزا (به انگلیسی: Joel Souza؛ زادهٔ ۱۴ ژوئن ۱۹۷۳) فیلم‌ساز و فیلم‌نامه‌نویس آمریکایی است. از آثار برجسته او می‌توان به فیلم‌های کراون ویک (۲۰۱۹) و راست اشاره کرد.

## زندگی خصوصی
جوئل سوزا در منطقه خلیج سان فرانسیسکو زندگی می‌کند، او متأهل و دارای دو فرزند است.

## حادثه تیراندازی
در اکتبر ۲۰۲۱، جوئل سوزا در حین فیلمبرداری فیلم راست بر اثر شلیک اسلحه‌ای که توسط بازیگر الک بالدوین شلیک شد، زخمی شد. هالینا هاچینز فیلمبردار، در این حادثه درگذشت.